# Ribera del Duero (DOC)

Ubicazione della Ribera del Duero (DOC)

Il Ribera del Duero è un vino spagnolo prodotto nella zona della alta valle del Duero (Castiglia e León), che ha una denominazione di origine controllata (DOC) (Denominación de origen in spagnolo).
Questa denominazione  è costituita da numerosi comuni delle province di Burgos, Valladolid, Soria e Segovia con una lunga tradizione come produttori di vini nella riva del Duero. Il terreno è libero e con contenuto abbastanza alto in calce. Il clima è continentale. Il vino che risulta è di una grande qualità.
La DOC è stata approvata in 1982. Da allora, il suo prestigio non ha cessato di confermarsi in Spagna ed all'estero. Questa Denominazione di Origine Controllata è verificata tramite il Consiglio regolatore, situato a Roa (Spagna).

## Alcuni comuni che formano la denominazione
- Provincia di Soria: San Esteban de Gormaz.
- Provincia di Burgos: Aranda de Duero, Roa (Spagna), Pedrosa de Duero, Sotillo de la Ribera, La Horra, Anguix, Gumiel de Izán, Gumiel de Mercado, Milagros, Olmedillo de Roa, Villatuelda, Terradillos de Esgueva e Tórtoles de Esgueva (comarque Ribera del Duero della provincia di Burgos).
- Provincia di Segovia: Villaverde de Montejo.
- Provincia di Valladolid: Peñafiel, Valbuena de Duero e Pesquera de Duero